# 13thライブ「史上最大! 25人の大作戦グ!!! 晴れ、時々神」
『アイドリング!!! 13th LIVE 史上最大! 25人の大作戦グ!!! 晴れ、時々神』（アイドリング!!! サーティーンス ライブ しじょうさいだい! にじゅうごにんのだいさくせんグ!!! はれ、ときどきごっど）は、日本の女性アイドルグループ・アイドリング!!!のライブBlu-ray Disc。2014年3月19日にポニーキャニオンからリリースされた。

## 背景・リリース
2013年12月8日に中野サンプラザで開催された、アイドリング!!!13thライブの昼夜公演を収録した2枚組Blu-ray Disc。全43曲収録。ほか、オリジナルポストカード1枚（3種の内ランダム1種）の封入特典が付く。
本編
新メンバーのアイドリングNEOが合流し、タイトルの通りアイドリング!!!史上、最多メンバーで行われ、翌年1月に発売する5thアルバム『GOLD EXPERIENCE』からの新曲を、先行披露している。そして夜公演では、アンコール後にリーダー遠藤舞が、翌年2月14日のライブ公演を以てのグループの卒業を表明した。
その他
バカリズムが8thライブ以来の本公演にゲスト参加し、オリジナル曲を歌った。また、6thライブ以降ナンバリングライブに定着していたバックバンドのサポートが、今回は無かった。
ステージ衣装はタイトルに因み、昼公演は天使、夜公演では神々をイメージしたデザインの衣装で演じている。

## 出演者
- 遠藤舞・外岡えりか・横山ルリカ・河村唯・長野せりな・朝日奈央・菊地亜美・三宅ひとみ・橘ゆりか・大川藍・橋本楓・倉田瑠夏・尾島知佳・高橋胡桃・石田佳蓮・玉川来夢・清久レイア

アイドリングNEO兼任メンバー
- 伊藤祐奈・後藤郁・古橋舞悠・関谷真由・橋本瑠果・佐藤麗奈・佐藤ミケーラ倭子

ゲスト出演
- バカリズム

MC参加
- 森本さやか (アナウンサー)

## 収録曲
※は『GOLD EXPERIENCE』収録曲
Disk-1 昼公演
1. MAMORE!!!※
2. Don't think. Feel !!!※
3. 女神のパルス
4. 戦闘恋愛少女ロボB型の憂鬱 (B型Ωアイドリング!!!)※
5. Promise (しっとり♮アイドリング!!!)※
6. あこがれアドレイション (梅酒 -UME/LIQUOR-)※
7. シャウト!!!
8. mero mero (アイドリングNEO)
9. I'd Ring
10. 胸アツ生誕祭!!! (アイドリングNEO)
（メドレー）
1.恋の20連鎖!!
2.Shine On※
3.Snow celebration
4.GO EAST!!! GO WEST!!!
5.キャラメルラテ飲み行こー
6.U
7.やらかいはぁと
11. サマーライオン
（アンコール）
12. Iのスタンダード2014※
13. One Up!!!※
14. 「職業:アイドル。」※

Disk-2 夜公演
1. MAMORE!!!※
2. Don't think. Feel !!!※
3. 女神のパルス
4. Bon Voyage! (U-17ing!!!)※
5. カニ子 (カニSEVEN)※
6. 涙のフリージア (泣き虫!?アイドリング!!!)※
7. mero mero (アイドリングNEO)
8. シャウト!!!
9. 寝乙女X'masNight (アイドリングNEO)
10. Only One
（メドレー）
1.恋の20連鎖!!
2.Shine On※
3.Snow celebration
4.GO EAST!!! GO WEST!!!
5.キャラメルラテ飲み行こー
6.U
7.やらかいはぁと
11. サマーライオン
（アンコール）
12. Iのスタンダード2014※
13. One Up!!! (フリーver)※
14. さくらサンキュー※
（Wアンコール）
15. 「職業:アイドル。」※